# Vergnies
 Vergnies (en wallon Vergnîye) est une section de la commune belge de Froidchapelle située en Région wallonne dans la province de Hainaut.
C'était une commune à part entière avant la fusion des communes de 1977.

## Toponymie
Selon l'historien tournaisien Alexandre-Guillaume Chotin, le nom de « Vergnies » dérive de Verne ou Vergne mot d’origine gauloise signifiant un endroit où les aulnes poussent nombreux. Encore aujourd’hui, on note la présence de nombreux aulnes en bordure des multiples ruisseaux qui parsèment le territoire du village.

## Géographie
Au niveau géographique, le petit village de Vergnies est situé dans la partie sud de la Thudinie, à quelques kilomètres au nord du point de jonction des régions forestières de la Fagne de Chimay et de la Thiérache. Le village, lui-même, fait partie de la région naturelle de la Fagne, vaste dépression constituée principalement de schistes formés lors du dévonien supérieur. Il fait également partie du Parc national de l'Entre-Sambre-et-Meuse.
Il est bordé au nord par Barbençon, à l’est par Erpion, au sud et à l’ouest, par Froidchapelle. Il est traversé par les ruisseaux de Vergnies et de Buissignies.
Son altitude varie de 225 m à 263 m. Sa superficie totale est de 1 315 hectares.

Le paysage est en partie bocager avec des prairies, des cultures et des bois. Maintes vallées et cuvettes au sol argilo-schisteux favorisent une végétation adaptée aux milieux humides et la croissance d'aulnes.

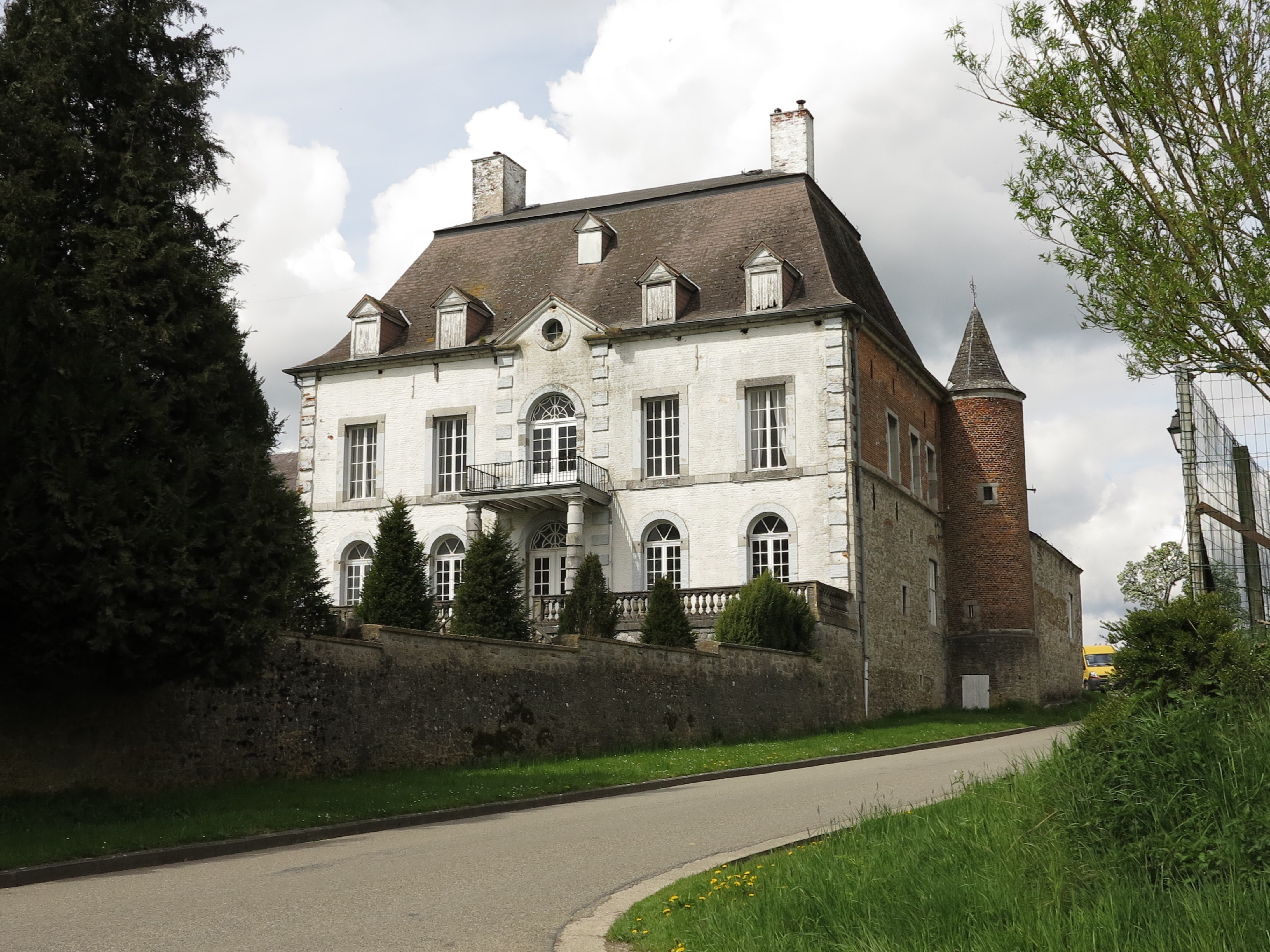
Château-ferme Coppée.

## Évolution démographique
Depuis le XIXe siècle, Vergnies a vu sa population chuter avec la progression des techniques agricoles de production.
Depuis 1974, un parc résidentiel de quinze hectares a été créé sur le territoire de Vergnies pour revitaliser le village, ce qui a permis d'accueillir plus d'une centaine de nouveaux résidents au lieu-dit Cul-de-cheval. En 2020, on comptait ainsi 530 habitants à Vergnies.
- Sources : INS, Rem. : 1831 jusqu'en 1970 = recensements, 1976 = nombre d'habitants au 31 décembre.

## Histoire
Le toponyme Vergnies, d'origine gauloise, indique un peuplement dès l'époque gauloise. Les Romains (ou Gallo-romains) qui leur font suite marquent leur présence dans le sous-sol de Vergnies par des débris de vases et poteries des premiers siècles de notre ère, ainsi que de nombreuses médailles et pièces en bronze des empereurs romains: Hadrien (117 à 138 apr. J.-C.) et Antonin (138 à 161 apr. J.-C.). Des objets de sépulture datant de l'époque franque ont également été exhumés.
À partir du milieu du Moyen Âge, Vergnies (et quatre autres villages environnants, Barbençon, Boussu-lez-Walcourt, Erpion et Renlies) constituent le fief des seigneurs de Barbançon, une des plus importantes des douze pairies du comté de Hainaut. Le plus ancien seigneur connu, Isaac de Barbençon, seigneur de Barbançon et de La Buissière, est cité en 1110.
Une première église primitive ou chapelle est édifiée au Xe siècle ou XIe siècle. Entre 1189 et 1201, Nicolas de Barbençon, seigneur de Vergnies, donne la chapelle du lieu à l’abbaye de Lobbes. Le nom du village apparaît pour la première fois en 1207 dans une charte de l’abbaye d’Aulne qui mentionne cette donation. 
En 1444, la paroisse est détachée de Renlies dont elle dépendait auparavant. L’église est une quarte-chapelle (ce qui signifie que ses revenus ne sont pas importants). En 1469, le village ne compte que 20 feux ou maisons, soit environ 90 habitants. Les XVIe et XVIIe siècles sont une période de prospérité sous le règne de Charles Quint et des archiducs Albert et Isabelle. Grâce à l’industrie du fer et de la fabrication du charbon de bois, les bâtiments du village sont embellis : l'église est agrandie et à partir du XVIIe siècle, la famille de maîtres de forges Le Rond du Bois-Jacques, originaire de Liège, s'installe à Vergnies faisant construire le château-ferme.
Vergnies est rattaché à la France de 1678 à 1815. Le 17 septembre 1678, le village qui fait partie de la Principauté de Barbençon est cédé par l'Espagne à la France à la suite de la signature du traité de Nimègue. Le village relève désormais administrativement et judiciairement de la prévôté de Maubeuge. 
À la suite de la Révolution française, le village est rattaché en 1793 au nouveau département du Nord (arrondissement d’Avesnes), canton de Barbençon et ensuite à celui de Solre-le-Château. En 1815, Vergnies et le territoire de l'ancienne Principauté de Barbençon quittent le giron de la France et sont réintégrés dans les Pays-Bas méridionaux, future Belgique.
En 1877, le monument au célèbre compositeur François-Joseph Gossec, natif de Vergnies, est inauguré devant l’église : une fontaine (tarie depuis longtemps) surmontée de son buste en bronze, le tout offert par le vicomte de Leempoel van Nieuwmunster, bourgmestre-sénateur. Sa maison natale, au n° 35 de la rue Gossec, porte la mention Maison natale / de Gossec / 1734-1829.
En 1890, la paroisse de Vergnies est transférée de l’archevêché de Cambrai (en France) au diocèse de Tournai. Jusqu'alors, les curés étaient français, les catéchismes rédigés dans cet archidiocèse et les séminaristes originaires de Vergnies ordinés à Cambrai.
À la fin de la Première Guerre mondiale (le 14 janvier 1918), les Allemands obligent la commune à héberger 65 déportés français originaires des régions proches du front.
Au cours de la Seconde Guerre mondiale, l'église est classée le 10 novembre 1941. En 1943, l'armée allemande installe un poste d’émission avec une tour d’observation en bois de 35 m de hauteur au nord-ouest, à l’altitude 255 m.
En 1977, Vergnies fusionne avec Froidchapelle.
Au cours des années 2000, un parc d'une dizaine d'éoliennes est implanté sur les hauteurs de Vergnies par la société GreenWind.

## Politique et administration

### Maires de Vergnies
1800-1808 : Jacques Robert.
1809-1821: J. Bernard.

### Maire/Bourgmestre de Vergnies
1822-1840 : Louis Gillion.

### Bourgmestres de Vergnies
1841-1847 : André Gillion.
1848 à 1877 : Gustave Van Leempoel de Nieuwmunster, sénateur de Thuin.
1877-1879 : Oscar Van Leempoel de Nieuwmunster (fils du précédent).
1879-1911 : Isidore Thomas.
1912-1935 : Oscar Thomas.
1935-1959 : Emile Damar.
1959-1976 : André Coppée.

## Patrimoine
- L’église Saint-Martin garde des vestiges de son origine, comme des maçonneries antérieures à l’an mil et le chœur à chevet plat du XIIIe siècle. Des colonnes du type hennuyer y furent placées au XVIe siècle. Grâce à la restauration de 1937, cette église de campagne, classée en 1941, a retrouvé un aspect fort rustique et une grande simplicité. Niche d’autel et confessionnal Louis XV (ce dernier avec chronogramme de 1773). De nombreuses pierres tombales, dont une du XVIe siècle[5] ;
- Le château-ferme et le domaine de Vergnies a appartenu à partir du XVIIe siècle à la famille de maîtres de forges Le Rond du Bois-Jacques, originaire de Liège, qui exploitait plusieurs forges. Le château et les dépendances présentent un quadrilatère fermé en calcaire, briques et ardoises, remontant à la 1re moitié du XVIIe siècle. La porte charretière du château est défendue par cinq arquebusières. Une tourelle d'escalier ronde jouxte le corps de logis principal côté rue et renforce le caractère défensif du château. En 1712, par le mariage de Marie-Christine Le Rond avec le chevalier Paul Emmanuel des Brochers des Loges, la propriété de Vergnies passe dans la famille de ce dernier. La famille des Brochers vend le château à la Révolution française. En 1845, Charles Thiry, directeur de l'hôtel des Monnaies à Bruxelles, achète la propriété et fait exécuter la façade extérieure en style Louis XVI - Empire avec fronton triangulaire, colonnes toscanes et oculus. Le 11 janvier 1896, un incendie consume l'entièreté de la grande aile des bâtiments, respectant le château et les bâtiments y attenant. Le propriétaire entreprend alors la reconstruction de la partie sinistrée et des toitures[6]. Au XXe siècle, la restauration du château-ferme est poursuivie par Clovis Coppée, président du tribunal de première instance de Mons, puis par son fils André Coppée, dernier bourgmestre de Vergnies[7]. Le portail d’entrée, le mur extérieur comprenant la tour, les façades (côté « cour » et côté « parc ») ainsi que la toiture du corps de logis, ont été classés par la Commission royale des Monuments et des Sites[8]. Dans les années 2000, le château perd sa destination agricole et est reconverti en gîte de luxe (dans les dépendances du château). Au début des années 2020, la restauration du château a pour conséquence la suppression des colonnes toscanes et de la terrasse de la façade arrière du château datant du milieu du XIXe siècle.
- Chapelle de la Salette : petit édifice en briques et de pierre calcaire construit au XIXe siècle, composé d'une nef et d'un chevet à trois pans[9] ;
- Nombreux bâtiments agricoles en pierre (et briques) des XVIIIe et XIXe siècles ;
- Au XIXe siècle, il existait dans la commune un moulin à vent.

## Économie - Parc éolien
La principale activité de Vergnies est constituée par l'activité agricole et plus marginalement l'exploitation forestière et le tourisme compte tenu de la proximité des lacs de l'Eau d'Heure.
Depuis les années 2010, un parc éolien est implanté à Vergnies. Dix-sept éoliennes sont aujourd'hui en activité autour de quatre villages de la région de Beaumont (Renlies, Solre-Saint-Géry, Barbençon et Vergnies).
La ferme du Terniau produit de la glace artisanale réalisée à base du lait bio. Lors du concours organisé en 2024, la Province de Hainaut lui a décerné la médaille d’argent de la meilleure glace fermière au lait entier de vache, arôme « fleur de lait ».

## Personnages célèbres
Nicolas Dubois, en l’honneur duquel a été apposé une stèle sur le pilier droit à l’entrée du cimetière entourant l’église, dont l'inscription est la suivante : hommage des Vergnotins à Nicolas Dubois (blason). Né à Vergnies vers 1620, dans une famille modeste,
il fut un brillant savant canoniste et jurisconsulte.
Il sera nommé professeur à l’Université de Louvain
en 1654,
puis Président du collège du Roi dans cette même université,
juge et examinateur synodal et protonotaire apostolique.
Ce Vergnotin, qui se vit refuser la charge d’Archevêque
de Malines à cause de ses origines roturières,
est connu pour avoir été un anti-janséniste
des plus virulents ce qui lui vaudra d’être toujours
soutenu par le Saint-Siège.
Il décédera à Louvain le 16 mars 1696
Offert par la Joyeuse Confrérie des Vergnophiles.
François-Joseph Gossec ou Gosset (Vergnies 1734 - Passy-sur-Seine 1829), fils de paysans de Vergnies. Son curé, qui avait remarqué la vivacité d’intelligence et la belle voix de l’enfant, l’envoie à l’âge de 7 ans à Anvers à la maison chorale de la cathédrale, où sont logés et nourris six élèves aux frais du chapitre. Il y apprend la musique vocale, le clavecin, le violon et des notions de composition. En 1751, a 18 ans, son maître l’envoie à Paris et le recommande à Jean-Philippe Rameau. Il est d'abord engagé comme exécutant puis comme directeur d’orchestre par le fermier général La Popelinière.
Dès 1754, Gossec introduit la symphonie en France. Plus tard, ses talents le désignent comme musicien de la Révolution. Il sera membre de l’Institut et fait chevalier de la Légion d’Honneur.
Un monument , avec son buste en bronze et une fontaine, lui a été dédié par son village natal le 9 septembre 1877 à l’instigation de Clément Lyon, journaliste et historien, fondateur de l’hebdomadaire L’Éducation Populaire et offert par le vicomte Gustave Van Leempoel de Nieuwmunster, bourgmestre de Vergnies et sénateur de Thuin.